# Радевич Віталій Володимирович
Віталій Володимирович Радевич (нар. 13 листопада 1997, Львів, Україна) — український футзаліст, захисник львівської «Енергії» та збірної України. Учасник чемпіонату Європи з футзалу 2022 року. Майстер спорту України міжнародного класу.

## Життєпис
Народився 13 листопада 1997 року у Львові. Вихованець ДЮСШ «Енергія». Виступав за «Львівгаз» та «Інтерюніор». 2013 року перейшов у стан луганського ЛТК, де грав за другу команду. 
У 2014 році підписав контракт із львівською «Енергією», за яку в подальшому провів понад сто офіційних матчів у різних турнірах. Паралельно у 2015 та 2018 роках виступав за аматорський футбольний клуб «Фенікс-Стефано» у чемпіонаті Львівської області. Разом із львівською командою здобув золоті нагороди Екстра-ліги у 2016 році та Кубок і Суперкубок у 2018-му.
Влітку 2019 року перейшов до івано-франківського «Урагану», за який виступав упродовж трьох сезонів. За цей час провів в рамках Екстра-ліги 53 матчі і забив 11 м'ячів.
У 2022 році повернувся до львівської «Енергії».
Збірна України
Грав за молодіжну та студентську збірні України. 23 вересня 2018 року у товариській грі проти збірної Японії (3:1) дебютував у складі національної команди. У складі збірної України виступав на чемпіонаті Європи з футзалу 2022 року. Загалом провів за збірну 26 ігор і відзначився одним влучним ударом.

## Досягнення
- Чемпіонат України
  -  Чемпіон (1): 2015/16
  -  Срібний призер (3): 2016/17, 2017/18, 2023/24
  -  Бронзовий призер (1): 2014/15

- Кубок України
  -  Володар (1): 2017/18

- Суперкубок України
  -  Володар (2): 2018, 2019

- Найкращий молодий гравець чемпіонату України (2): 2016/17, 2017/18

- Учасник матчу всіх зірок чемпіонату України (1): 2018